# しもやけ
しもやけ（霜焼け、英: Chilblain）とは、身体の一部が冷えたために血行が滞って炎症を起こし、その部分に痛み、痒みや熱さを感じたり、膨れて硬くなったりする現象である。正式な医学用語は凍瘡（とうそう）で、手足の指、鼻先、耳たぶにできやすい。
他に、しもばれ（霜腫れ）、しもくち（霜朽ち）、日本海側各地の方言では、ゆきやけ（雪焼け）とも言う。

## 概要
霜焼けは、寒さのために血行が悪くなり生じる炎症であり、手足など血管が細い四肢末端に発症しやすい。血管は縮小・拡張して体温を一定に保とうとする働きがあり、寒かったのが暖かくなると、動脈が早く拡張するのに対して静脈は遅れるため、身体末端の毛細血管は血流が滞りやすくなる。童謡『たきび』にも歌われている、冬の季節病である。動脈硬化の持病があると、しもやけが出やすかったり、悪化しやすかったりすることがある。
肌が外気に露出している頬や鼻先、耳たぶも霜焼けになりやすい部位である。よく「ジンジン」と形容される感覚を起こしやすく、むず痒い、痛い、熱いなどと表現されることもある。指に発症した場合は、患部が硬く膨れ上がる場合もある。
患部を暖めると痛みや痒みが強く感じられることが多い。このため、入浴時は、ゆるめの湯、かけ湯でゆっくり体温を上げ、急に熱い湯船に入るのは避けた方がよい。

## 病因
体質や遺伝も関係するが、しもやけになる大きな要因は一日の気温差と、皮膚表面の温度だといわれている。総じて、気温が5℃前後で、昼夜の気温差が大きい時期にしもやけになりやすい。日本では10～11月、2～3月に増える。
また、手足の周辺の湿度が高かったり、皮膚（特に手足）を濡れたまま放って置くと気化熱により皮膚の表面温度が下がり、しもやけになりやすい。
予防には、冬の外出時において防寒と、手足を湿ったままにしたり、窮屈な靴で足の血流を圧迫しないことが重要である。汗や雪や氷、氷雨などで身体が濡れたら、なるべく早く、しっかりと拭き取り、靴や靴下、手袋が濡れた場合は取り替える事が効果的である。また、先が細い靴や、ハイヒールを履いていると、足の指先が圧迫されて血行不良になり、しもやけになりやすい。

## 治療法
以下のような治療法がある。
- 40℃位のお湯と5℃位の冷水に患部を交互に付ける。必ず、水よりお湯につける時間は長くし、お湯から始めてお湯で終わるように行う。

- 患部を温めながら優しくほぐす程度にマッサージを行う。ただし、強すぎる力でのマッサージは患部付近の毛細血管を破裂させる原因となり、逆に症状が一層悪化する場合がある。

- トコフェロール（ビタミンE）を服用する。初期の軽いものなら、ビタミンEを多く含む食品を食べることにより、1週間程で治ることもある。

医薬品としては、ジルチアゼムやニフェジピンなどの血管拡張薬が使用される。
dl-カンフル、メントール、ベンジルアルコールやユーカリ油（Eucalyptus oil）が配合された塗り薬（例えばメンターム、メンソレータムなど）が、しもやけクリームとして使用される。

## その他
しもやけと似た症状の病気に、膠原病の凍瘡状狼瘡や全身性エリテマトーデス、レイノー病がある。